# Kanton Sainte-Enimie
Sainte-Enimie is een voormalig kanton van het Franse departement Lozère. Het kanton maakte deel uit van het arrondissement Florac totdat het op 22 maart 2015 werd opgeheven en de gemeenten:
werden verdeeld over de kantons La Canourgue en Florac.

## Gemeenten
Het kanton omvatte de volgende gemeenten:
- Quézac
- La Malène
- Mas-Saint-Chély
- Montbrun
- Sainte-Enimie (hoofdplaats)